# João Avamileno
João Avamileno (Boraceia, 26 de junho de 1944) é um ex-sindicalista e político brasileiro filiado ao Partido Socialista Brasileiro. Foi vereador, vice-prefeito e prefeito de Santo André, assumiu o cargo de prefeito após o então titular Celso Daniel ter sido assassinado em 2002. João Avamileno foi reeleito em 2004.
É casado com Ana Maria Avamileno.

## Origens e Sindicalismo
De ascendência paterna espanhola e materna italiana, mais especificamente, da comuna de Treviso, João Avamileno nasceu na cidade de Boracéia, comarca de Jaú, no ano de 1944. Em 1962, mudou-se para Santo André e se tornou empregado da Pirelli Cabos. Em 1975, fez parte das comissões de negociação do Sindicato dos Metalúrgicos de Santo André, participando de greves em 1979 e 1980. No Sindicato, foi tesoureiro, secretário-geral, e por duas vezes consecutivas, presidente. Em 1992 se afastou do Sindicato para se candidatar a vereador pelo Partido dos Trabalhadores em Santo André. 

## Carreira política
Em 1996, assumiu o cargo de vice-prefeito da cidade na chapa de Celso Daniel, sendo reeleito em 2000. Com a morte de Celso Daniel em 2002, Avamileno assumiu a chefia do poder executivo municipal.

### Prefeito de Santo André
No ano de 2003, assinou um decreto criando o Parque Natural de Paranapiacaba na Serra do Mar, com objetivo de preservar uma área de 4,2 quilômetros quadrados de Mata Atlântica.
Em 2004, Avamileno foi reeleito prefeito de Santo André com 53,48% dos votos válidos. Foi Vice-presidente do Consórcio Intermunicipal Grande ABC em 2007 e posteriormente eleito presidente em 2008, renunciando ao cargo ao fim de sua gestão a frente do executivo andreense em 1° de janeiro de 2009.

### Pós-prefeitura
No final de 2012, foi escalado pelo prefeito eleito de Santo André, Carlos Grana para assumir a secretaria de governo do município, pasta na qual Avamileno foi titular até 6 de janeiro de 2014, quando assumiu a secretaria recém criada de Direitos Humanos e Cultura de Paz, onde seguiu até o fim da gestão Carlos Grana.
Em outubro de 2019, desfiliou-se do Partido dos Trabalhadores (PT) após 39 anos fazendo parte da sigla e no dia 30 de novembro, se filiou no Solidariedade ao lado do presidente nacional do partido, Paulinho da Força.
Em 2020, candidatou-se novamente a prefeitura de Santo André, ficando na sétima colocação.
Em 2024 trocou o Solidariedade pelo Partido Socialista Brasileiro como ato de apoio à candidatura do então vereador da cidade Eduardo Leite ao cargo de prefeito de Santo André, que não obteve a vitória, alcançando o quarto lugar da disputa.

## Desempenho Eleitoral
| Ano  | Eleição                  | Cargo             | Partido                                                                           | Partido       | Coligação                  | Titular/Vice                            | Votos para Avamileno | Votos para Avamileno | Votos para Avamileno | Votos para Avamileno | Resultado     | Ref.   |
| Ano  | Eleição                  | Cargo             | Partido                                                                           | Partido       | Coligação                  | Titular/Vice                            | T.                   | Total                | %                    | P.                   | Resultado     | Ref.   |
| ---- | ------------------------ | ----------------- | --------------------------------------------------------------------------------- | ------------- | -------------------------- | --------------------------------------- | -------------------- | -------------------- | -------------------- | -------------------- | ------------- | ------ |
| 1992 | Municipal de Santo André | Vereador          |                                                                                   | PT            | Partido Isolado            | —                                       | 1°                   | 5.678                | 1,45%                | 1°                   | Eleito        | [ 17 ] |
| 1996 | Municipal de Santo André | Vice-prefeito     | O melhor para Santo André (PT, PCdoB, PDT, PPS, PCB)                              | PT            | Titular: Celso Daniel (PT) | 1°                                      | 205.317              | 61,65%               | 1°                   | Eleito               | [ 18 ]        |        |
| 2000 | Municipal de Santo André | Vice-prefeito     | De Novo, O Melhor Para Santo André (PT, PMDB, PCdoB, PST, PDT, PMN, PV, PCB, PHS) | PT            | Titular: Celso Daniel (PT) | 1°                                      | 250.506              | 70,12%               | 1°                   | Eleito               | [ 19 ]        |        |
| 2004 | Municipal de Santo André | Prefeito          | Santo André Continuando a Mudança (PT, PCB, PV, PCdoB)                            | PT            | Vice: Ivete Garcia (PT)    | 1°                                      | 176.874              | 46,42%               | 1°                   | Segundo Turno        | [ 20 ]        |        |
| 2004 | Municipal de Santo André | Prefeito          | Santo André Continuando a Mudança (PT, PCB, PV, PCdoB)                            | PT            | Vice: Ivete Garcia (PT)    | 2°                                      | 203.321              | 53,48%               | 1°                   | Eleito               | [ 21 ]        |        |
| 2010 | Estadual de São Paulo    | Deputado Estadual | PT, PRB, PTdoB, PR                                                                | PT            | —                          | 1°                                      | Candidatura Anulada  | Candidatura Anulada  | Candidatura Anulada  | Não Eleito           | [ 22 ] [ 23 ] |        |
| 2020 | Municipal de Santo André | Prefeito          |                                                                                   | Solidariedade | Partido Isolado            | Vice: Melissa Avamileno (Solidariedade) | 1°                   | 961                  | 0,28%                | 7°                   | Não Eleito    | [ 24 ] |